# Danh sách hãng sản xuất anime
Đây là một danh sách chưa hoàn tất, và có thể sẽ không bao giờ thỏa mãn yêu cầu hoàn tất. Bạn có thể đóng góp bằng cách mở rộng nó bằng các thông tin đáng tin cậy.
Đây là một danh sách các hãng sản xuất trong ngành công nghiệp anime có liên quan đến nhau trong việc sản xuất và phân phối anime.

## Hãng sản xuất tại Nhật Bản

### Xưởng phim hoạt hình
- A-1 Pictures
- A.P.P.P. (Another Push Pin Planning Company)
- AIC (Anime International Company)
- Arms Corporation
- Artland
- Asahi Production
- Asread
- Bee Train
- Bones
- Brain's Base
- Bridge
- C2C
- Daume
- David Production
- Doga Kobo
- Eiken
- Funimation
- Gainax
- Gallop
- Gonzo
- Group TAC
- Hal Film Maker (đổi tên thành TYO Animations)
- Imagin
- J.C.Staff
- Japan Vistec
- Khara
- Kyoto Animation
- Lerche
- Madhouse
- Magic Bus
- Manglobe
- Mook Animation
- Mushi Production
- MAPPA
- Nippon Animation
- Nomad
- OLM
- Ordet
- P.A.Works
- Pierrot
- Polygon Pictures
- Production I.G
- Radix Ace Entertainment
- Satelight
- Seven Arcs
- Studio Chizu
- Shaft
- Studio 4°C
- Studio Comet
- Studio Deen
- Studio Donguri
- Studio Dub
- Studio Egg
- Studio Fantasia
- Studio Ghibli
- Studio Hibari
- Studio Junio
- Studio Nue
- Studio Orphee
- Studio Wombat
- Sunrise
- SynergySP
- Tatsunoko Production
- Telecom Animation Film
- Tezuka Productions
- TMS Entertainment - trước đây là Tokyo Movie Shinsha
- TNK
- Toei Animation
- Topcraft
- Triangle Staff
- Trigger
- TYO Animations
- Ufotable
- White Fox
- Wit Studio
- Xebec
- Zexcs
- ENGI
- M2

### Hãng sản xuất
- Animax
- Aniplex (đơn vị phân phối anime của Sony Music Entertainment Japan)
- Avex
- A-Sketch
- Bandai Visual
- BROCCOLI
- Dentsu
- Geneon Universal Entertainment (trước đây là Pioneer LDC)
- Genco
- Hakuhodo DY Media Partners
- Japan Home Video (JHV)
- Kadokawa Shoten
- King Records (Starchild label)
- KSS
- Nihon Ad Systems
- Pony Canyon
- Soft On Demand (SOD)
- Square Enix
- Toho
- VAP
- Victor Entertainment
- Viz Media

## Hãng sản xuất bên ngoài Nhật Bản

### Nhà phân phối

#### Bắc Mỹ và các vùng địa lý khác
- 4K Media (Hoa Kỳ) (công ty lép vốn của Konami, chuyên về lĩnh vực lồng tiếng anime, ngừng hoạt động năm 2012 do 4Kids Entertainment (công ty mẹ trước đây) tiếp tục không thu được lợi nhuận, sau đó bị đổi tên thành 4K Media trong năm tiếp theo sau khi Konami mua lại văn phòng sản xuất).[1][2]
- Adult Source Media (Hoa Kỳ)
- Anime Midstream (Hoa Kỳ)
- AnimEigo (Hoa Kỳ)
- Aniplex of America (Hoa Kỳ, Công ty lép vốn tại Mỹ của Aniplex thuộc sở hữu của Sony Music Entertainment Japan)
- Crunchyroll (Hoa Kỳ)
- Discotek Media (Hoa Kỳ)[3]
- Disney (Hoa Kỳ)
- Funimation (Hoa Kỳ)
- Hulu (Hoa Kỳ) (nhà phân phối)
  - Miramax (Hoa Kỳ, trước đây thuộc sở hữu của Disney đến năm 2010 khi nó bị Filmyard Holdings mua lại)[4]
- Manga Entertainment (Vương quốc Anh, Hoa Kỳ: được mua bởi Anchor Bay Entertainment năm 2005)
- Media Blasters (Hoa Kỳ)
- Netflix (Hoa Kỳ)
- NIS America (Hoa Kỳ, Công ty lép vốn tại Mỹ của công ty phần mềm Nippon Ichi Software)
- Ponycan USA (Hoa Kỳ, Công ty lép vốn tại Mỹ của Pony Canyon)
- Right Stuf Inc. (Hoa Kỳ, chi nhánh phân phối chính bị đổi tên là "Nozomi Entertainment" vào năm 2007 cùng với "Lucky Penny" sau đó)
- Saban Brands (Hoa Kỳ)
- Sentai Filmworks (Hoa Kỳ)
- Sony Pictures Television International/Sony Pictures Home Entertainment (Hoa Kỳ, Công ty lép vốn tại Mỹ của Sony)
- Viz Media (Hoa Kỳ, cùng thuộc sở hữu của Shogakukan và Shueisha tại Nhật Bản, nhưng nó hoạt động độc lập)

#### Chỉ phân phối tại Châu Âu
- 101 Films (Vương quốc Anh)
- Animatsu Entertainment (Vương quốc Anh)
- Animaze (Đức)
- Anime Limited (Vương quốc Anh, Pháp)
- Black Box (Pháp, Bỉ, Thụy Sĩ)
- Dybex (Pháp, Bỉ, Hà Lan, Thụy Sĩ, Đức*)
- Dynit (Ý, Thụy Sĩ)
- FilmConfect (Đức)
- Kana Home Video (Pháp, Bỉ, Hà Lan, Thụy Sĩ)
- Kazé (Pháp, Đức, Thụy Sĩ, Ý, Vương quốc Anh)
- KSM Film (Đức)
- Lucky Red (Ý, Thụy Sĩ)
- Manga Entertainment UK (một chi nhánh chính của "Manga Entertainment")
- MVM Films (Vương quốc Anh)
- Nipponart (Đức)
- Peppermint Anime (Đức)
- Universum Film GmbH (Đức)
- StudioCanal UK (Vương quốc Anh)
- Universal Pictures (Vương quốc Anh, Ireland)
- Yamato Video (Ý)

#### Úc
- Hanabee (Úc)
- Madman Entertainment (Úc: Madman áp đảo vượt trội thị trường anime Úc, nhiều năm suốt từ những năm 2000 đã kiểm soát khoảng 90% doanh số)
- Siren Visual (Úc)
- Universal Sony Home Pictures Australia

#### Không còn tồn tại
- ADV Films (Hoa Kỳ, Vương quốc Anh) (ngừng hoạt động năm 2009, bán đi phần bất động sản và các tài sản trí tuệ cho bốn công ty khác tại Houston, như Section23 Films)
- AN Entertainment (Hoa Kỳ, tách ra của AnimeNation, không phát hành mới từ năm 2007. Giao dịch bán lẻ của công ty mẹ dừng hoạt động vào năm 2014)[5]
- Anime Sols (Hoa Kỳ)
- Bandai Entertainment (Hoa Kỳ, thuộc sở hữu của Bandai Namco Entertainment)[6]
  - Bandai Visual USA (Hoa Kỳ, một công ty lép vốn trước đây của Bandai Visual Nhật Bản và đã không liên kết với Bandai Entertainment, hiện tại hợp nhất vào Bandai Entertainment)[7]
- Beez Entertainment (Châu Âu, thuộc sở hữu của Bandai)
- Central Park Media (trên thực tế không còn tồn tại từ giữa năm 2007 khi phát hành DVD mới bị dừng lại; dẫu cho họ vẫn tiếp tục đăng ký giấy phép cho các từ đề TV và VOD của họ, hị bị rơi vào tình trạng quên lãng.[8] Tuyên bố công khai phá sản và thanh lý bất động sản vào giữa năm 2009.[9] Một vài tựa đề đã được mua lại bởi hãng phân phối anime trước đó và sau khi sự việc đóng cửa và phá sản của Central Park Media như: ADV Films, Bandai Entertainment, Funimation Entertainment, Media Blasters, Nozomi Entertainment,...)
  - US Manga Corps (Hoa Kỳ, một phần của Central Park Media)
- Crimson Star Media (Hoa Kỳ)
- Family Home Entertainment (Hoa Kỳ, đổi tên là Artisan Entertainment) trong những năm 1990, sau đó bị mua lại bởi Lions Gate Entertainment vào năm 2003)
- Geneon Entertainment (Hoa Kỳ, chi nhánh "Geneon USA" (trước đây là "Pioneer Entertainment") không còn tồn tại tháng 9 năm 2007. Công tại mẹ tại Nhật Bản đã dừng phân phối các tựa đề nội bộ của nó, nhiều tựa phim trong số đó đã được cấp phép lại cho bởi Funimation[10][11] và Sentai Filmworks. Công ty mẹ "Geneon Entertainment" sau đó đã bán quyền sở hữu cho NBCUniversal công ty lép vốn UPI; và sau đó hợp nhất Geneon với chi nhánh tách ra "Universal Pictures Japan" vào ngày 1 tháng 2 năm 2009, đổi tên thành công ty mới là "Geneon Universal Entertainment Japan").[12][13]
- Go Fish Pictures (công ty lép vốn tại Hoa Kỳ của DreamWorks)
- Illumitoon Entertainment (Hoa Kỳ, trên thực tế không còn tồn tại từ sau năm 2007 khi việc phát hành DVD mới bị hủy bỏ)[14]
- JBC (Brasil)
- Kadokawa Pictures USA (Hoa Kỳ, công ty lép vốn tại Hoa Kỳ của  Kadokawa Pictures)
- Manga Distribution (Pháp, Bỉ, Thụy Sĩ; bị phạt cùng với Déclic Images (một biên tập khác của Pháp) 4,8 triệu euro năm 2009 về doanh số DVD của Grendizer trong khi không được cấp phép kinh doanh)
- NuTech Digital (Hoa Kỳ)
- Saban Entertainment (Hoa Kỳ, mua lại vào trong The Walt Disney Company hoặc đã kết thúc, thành công bởi Saban Brands)
- Streamline Pictures (Hoa Kỳ, Canada; đã dừng phát hành anime mới vào năm 1996, hợp nhất vào Orion Pictures, sau đó lại hợp nhất vào Metro-Goldwyn-Mayer năm 1997. Nhãn hiệu trực tuyến chính thức không còn tồn tại vào năm 2002.)
- Synch-Point (Hoa Kỳ, một công ty lép vốn của Broccoli, không còn tồn tại khi công ty mẹ Broccoli International USA dừng hoạt động của họ vào năm 2007)
- U.S. Renditions (Hoa Kỳ, một công ty lép vốn của Books Nippan, không còn tồn tại giữa những năm 1990)
- Urban Vision (Hoa Kỳ)
- Tokyopop (Hoa Kỳ)
- YoO (Brasil)

### Hãng sản xuất
- Harmony Gold USA (Hoa Kỳ, sản xuất loạt phim Robotech đầu tiên năm 1985; dừng phát hành anime mới trong những năm 1980 sau đó và gần như không hoạt động những năm 1990, công ty vẫn còn hoạt động và đưa ra phát hành lại)
- Sav! The World Productions (Pháp, hãng sản xuất của Oban Star-Racers cùng với Bandai Visual và HAL Film Maker)